# Isla Eckinger
Isla Eckinger (Dornach, 6 mei 1939 – aldaar, 8 april 2021) was een Zwitserse jazzcontrabassist, -trombonist, -vibrafonist en -componist.

## Biografie
Eckinger speelde als kind cello en stapte later over op de trombone. Hij studeerde trombone aan het conservatorium in Bazel, daarna ging hij als autodidact aan de slag met de contrabas. Als beroepsmuzikant speelde hij bij Oscar en Miriam Klein. In de jaren zestig begeleidde hij toerende jazzsterren als Ben Webster, Buck Clayton, Don Byas en Johnny Griffin. 
Hij verhuisde naar München en werkte met Mal Waldron, Joe Haider en Philly Joe Jones. Van 1970 tot 1976 was hij leraar aan de Swiss Jazz School en speelde hij met Haider, Peter Giger en Heinz Bigler in de groep Four for Jazz. Tevens werkte hij in allerlei projecten samen met Slide Hampton, George Gruntz, Horace Parlan, Benny Bailey en Dexter Gordon. Hij toerde in 1975 in Japan met Mal Waldron, Steve Lacy en Manfred Schoof en met Chet Baker in Italië (1976). Eind jaren 70 was hij lid van het kwartet van Wolfgang Engstfeld. Daarna werkte hij met Klaus Weiss, Fritz Pauer en Dizzy Gillespie. 
Midden jaren 80e trok Eckinger naar Los Angeles. Hij werkte o.a. met Chuck Manning (L.A. Calling, 1991). Meer recent speelde hij met Roman Schwaller en Jimmy Cobb, met Charly Antolini, Andy Scherrer en Paul Haag.